# Ratusz przy ul. Rynek 1 w Sanoku

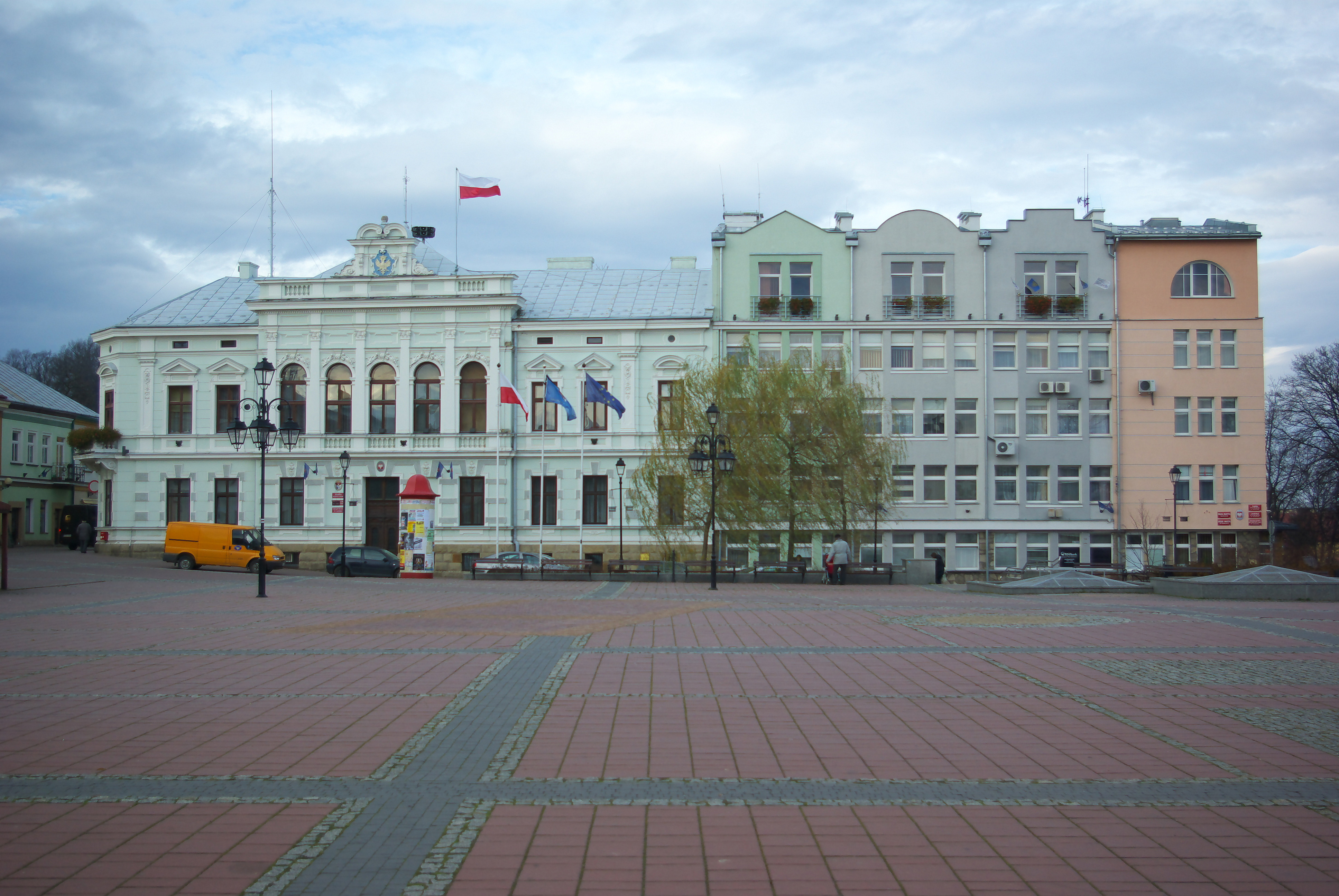
Widok od strony wschodniej

Ratusz w Sanoku – budynek magistratu w Sanoku.
Pierwotnie siedzibę ratusza stanowił budynek pod adresem Rynek 16. Oba obiekty położone są naprzeciw siebie na sanockim rynku.

## Historia
Eklektyczna budowla została wzniesiona w latach 1875–1880 przez władze Austro-Węgier celem stworzenia siedziby Rady c. k. powiatu sanockiego. W październiku 1895 na szczycie elewacji frontowej zostało umieszczone godło przedstawiające sokoła w locie. Budynek został poświęcony 26 marca 1896. 25 sierpnia 1900 gmach został odwiedzony przez lustrującego starostwo Namiestnika Galicji Leona Pinińskiego. Początkowo budynek figurował pod numerem konskrypcyjnym 104, a potem pod adresem ul. Rynek 1.
W latach 30. II Rzeczypospolitej w budynku mieściła się sala posiedzeń Rady Powiatu Sanockiego, biuro Wydziału Powiatowego (do początku lat 30. budynek był pod adresem Rynek 214). Ponadto w gmachu mieściła się Komunalna Kasa Oszczędności Powiatu Sanockiego. W rogu budynku do 1939 działała apteka „Pod (Złotą) Gwiazdą” (jako kolejna siedziba istniejącej apteki od 1922 roku), której właścicielem był Jan Hipolit Hrabar (1891-1945).
Po wybuchu II wojny światowej i nastaniu okupacji niemieckiej nazwę przemianowano na zniemczoną nazwę „Ap.(otheke) zum Stern”. W 1940 roku właściciel został aresztowany, trafił do obozu koncentracyjnego Auschwitz-Birkenau, a w 1945 roku zmarł w innym obozie Bergen-Belsen. Po wojnie żona Hrabara bezskutecznie próbowała reaktywować aptekę (obecnie w miejscu dawnego narożnego wejścia do apteki znajduje się okno i skrzynka pocztowa poniżej). Podczas okupacji niemieckiej pod przemianowanym adresem Adolf-Hitler-Platz 1 swoją siedzibę miała niemiecka jednostka powiatowa Kreishauptmannschaft – Landkreis Sanok.
W okresie PRL w obiekcie działało Prezydium Powiatowej Rady Narodowej (PRN) (pod ówczesnym adresem Plac Rewolucji Październikowej 2) – z tego względu budynek nosił popularny przydomek „Prezydium”. W latach 1965–1967 do gmachu została dobudowana jego nowa przylegająca część od strony północnej (początkowo trzykondygnacyjna).
Obecnie w budynku przy ul. Rynek 1 ma swoją siedzibę siedziba starostwa, Urząd Miasta Sanoka, Rada Miasta Sanoka i Burmistrz Miasta Sanoka.
Gmach składa się z dwóch prostopadłych ścian: jedna, reprezentacyjna stanowi zachodnią pierzeję sanockiego Rynku, zaś druga położona jest przy ulicy Grodka. Na szczycie elewacji znajduje się emblemat – żółty, dwugłowy orzeł na błękitnym polu – historyczny herb ziemi sanockiej, obecnie zaadaptowany jako herb powiatu sanockiego.
W przeszłości fasada pierwotnego budynku była wykonana w odcieniach koloru żółtego. Przy budynku powstała dwuczęściowa brama, w której w przeszłości klamka była wykonana jako imitacja głowy lwa. Od lipca do września 2006 przeprowadzono remont budynku (wymiana okien, malowanie dachu), w tym nadano nową kolorystykę elewacji, która od tego czasu ma barwę w odcieniu bieli i seledynu (kolorystyka został opracowana generalnie dla elewacji budynków i kamienic na sanockim rynku). Wówczas dobudowano także czwartą kondygnację budynku młodszego po północnej stronie.
Budynek został wpisany do wojewódzkiego (A-1395 z 12 lipca 2016) oraz do gminnego rejestru zabytków.

## Tablice pamiątkowe i upamiętnienia
Na fasadzie frontowej przy głównym wejściu do budynku znajdują się tablice pamiątkowe:
- Tablica 80-lecia odrodzenia Rzeczypospolitej, upamiętniająca rodaków, którzy poświęcili zdrowie i życie dla ojczyzny. Ustanowiona w 80. rocznicę odrodzenia Rzeczypospolitej (1918). Została odsłonięta 11 listopada 1998 roku[29][30], przez wojewodę krośnieńskiego Bogdana Rzońcę i burmistrza Sanoka Edwarda Olejkę[31], a poświęcenia tablicy dokonał ks. Feliks Kwaśny[32]. Inskrypcja brzmi: Ku wiecznej pamięci tym którzy w potrzebie odpowiedzieli na zew ojczyzny i na ołtarzu jej zdrowie i życie poświęcili. W 80-tą rocznicę odrodzenia Rzeczypospolitej wdzięczni sanoczanie[33].
- Tablica upamiętniająca stulecie powstania Towarzystwa Upiększania Miasta Sanoka w 1904 roku, odsłonięta 14 listopada 2004 roku podczas obchodów 100-lecia Towarzystwa Przyjaciół Sanoka i Ziemi Sanockiej[34]. Inskrypcja głosi: 1904–2004. Dla upamiętnienia stuletniej rocznicy utworzenia Towarzystwa Upiększania Miasta Sanoka. Członkowie Towarzystwa Przyjaciół Sanoka i Ziemi Sanockiej. Listopad 2004.
- Tablica upamiętniająca Czesławę Kurasz (1938-2023), odsłonięta 7 marca 2024[35].

Wewnątrz, na schodach gmachu znajdują się popiersia osób związanych z Sanokiem: gen. Bronisława Prugara-Ketlinga (1891-1948, generała dywizji Wojska Polskiego), Adama Didura (1874-1946, śpiewaka), Juliana Krzyżanowskiego (1874-1946, historyka literatury) i Adama Fastnachta (1913-1987, badacza historii Sanoka i Ziemi Sanockiej). Dwa ostatnie wykonał Adam Przybysz.